# Pristimantis yukpa
Pristimantis yukpa es una especie de anfibio anuro de la familia Craugastoridae.

## Distribución geográfica
Esta especie es endémica de la Sierra de Perijá en la frontera entre Colombia y Venezuela. Habita entre los 600 y 1200 m sobre el nivel del mar en el estado de Zulia y el departamento de Cesar.

## Descripción
Los machos miden de 20 a 27 mm y las hembras de 24 a 28 mm.

## Etimología
El nombre de la especie se le dio en referencia a los indios Yukpa-Yuko.

## Publicación original
- Barrio-Amorós, Rojas-Runjaic & Infante-Rivero, 2008: Three new Pristimantis (Anura: Leptodactylidae) from sierra de Perija, estado Zulia, Venezuela. Revista Española de Herpetologia, vol. 21, p. 71-94[6]